# Radiofabrik
Radiofabrik 107,5, Radio Libre de Salzbourg, est une radio associative basée à Salzbourg. C'est la plus importante Radio Libre de la partie ouest de l'Autriche.

## Histoire
Certains des fondateurs de Radiofabrik – tel que l'ultérieur gérant Wolfgang Hirner – étaient déjà actifs en 1992 dans les Radios Pirates  - illégales (Radio Bongo 500).

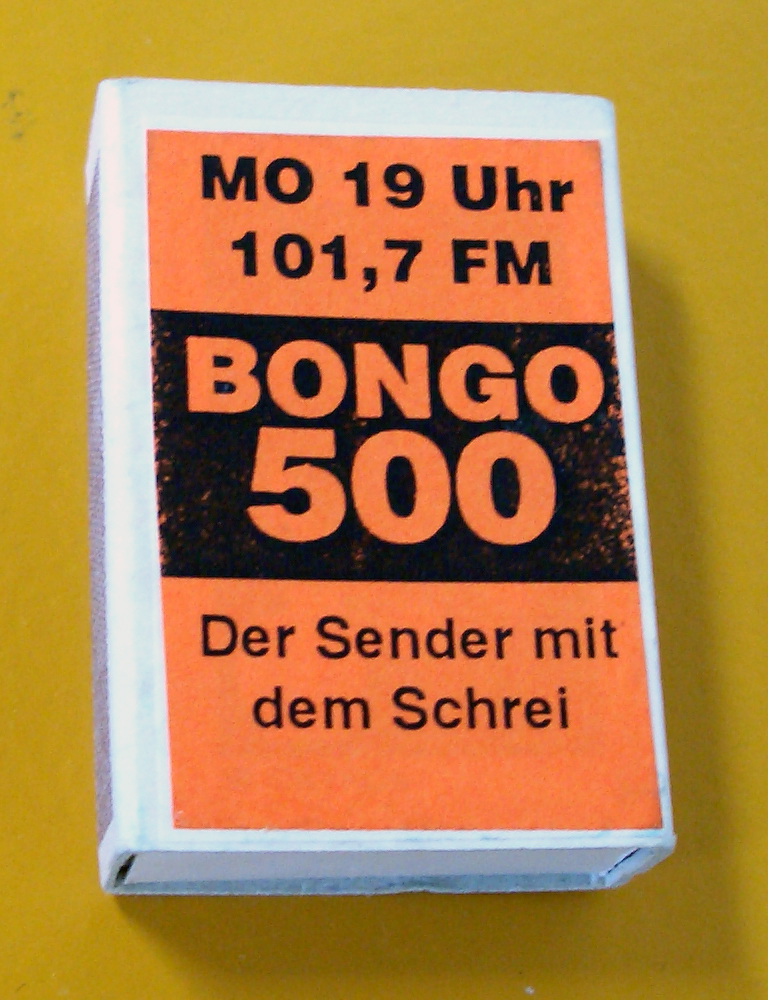
Boîte d´allumettes publicitaire pour Radio Bongo 500, 1992.

Radiofabrik a continué sans interruption après la chute du monopole radiophonique autrichien en 1998, et s'est trouvé en deuxième place parmi les émetteurs de radio libre (après Radio Helsinki, fondée à Graz en 1995). La diffusion se faisait alors sur une fenêtre de transmission de cinq heures par jour, sur la fréquence du fournisseur commercial Radio Arabella.
À partir de 2002, la diffusion d´émission devint quotidienne, en coopération technique avec l'entreprise Objektwerbung. Cependant, cette dernière, en difficultés financières, céda le studio, studio dont  Radiofabrik obtint la licence complète.
Aujourd'hui, sur les fréquences 107,5 MHz et 97,3 Mhz, sont émises 24h/24 les émissions de plus de 300 bénévoles.
Dans ces débuts, l'émetteur fonctionnait à partir d´un container transformé en studio. En 2005, des infrastructures sont mis à disposition de Radiofabrik: Bureau, studio et salle pour les ateliers sont aménagés dans les bâtiments du plus grand centre culturel autonome de l'Autriche Occidentale: ARGE-Kultur.

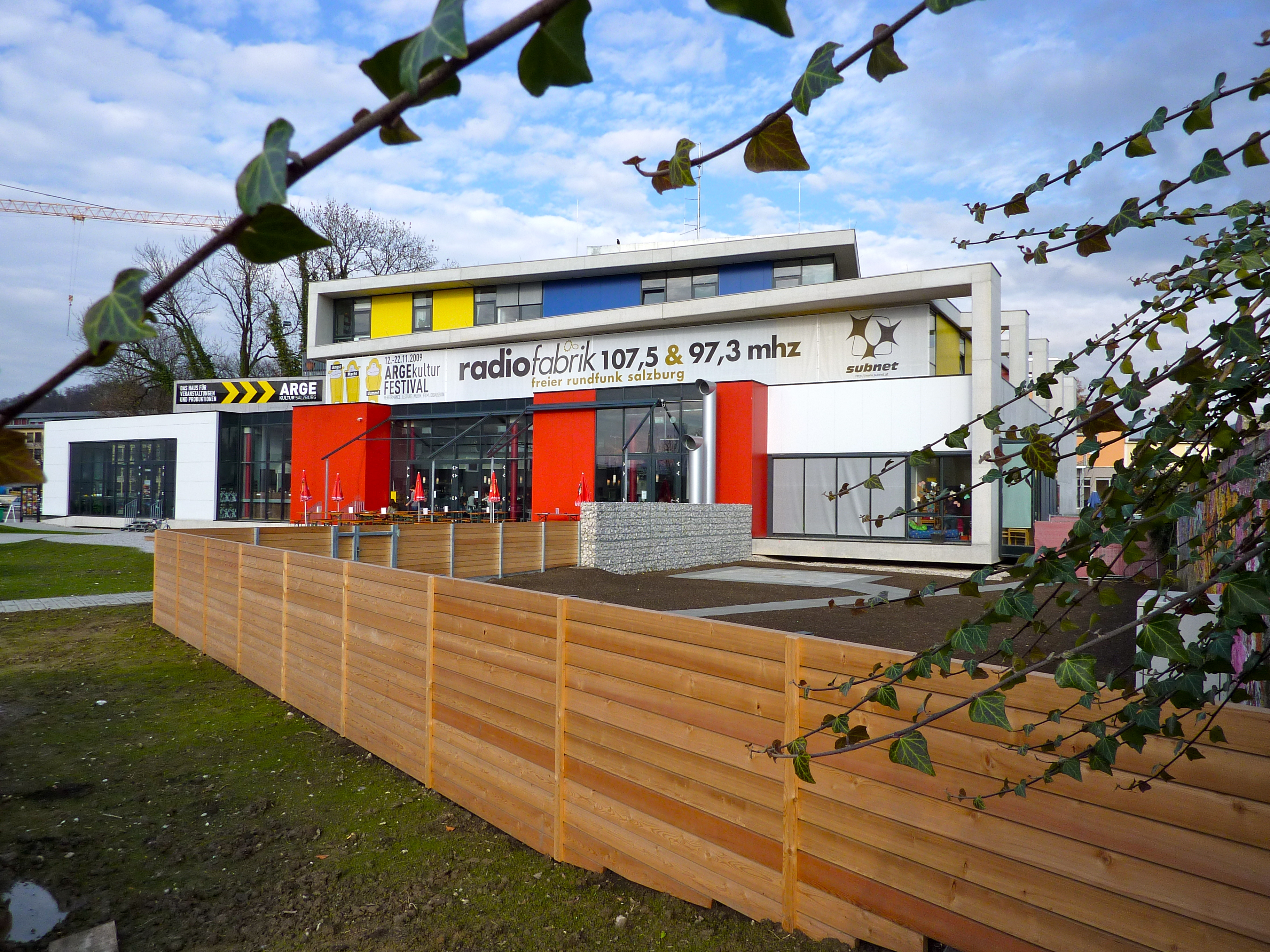
Studio de Radiofabrik, dans le bâtiment ARGEkultur Salzbourg

Radiofabrik en Février 2009 a lancé une campagne pour le partage des honoraires dans le Land de Salzbourg (Salzburg Land).
KommAustria en Avril 2011 a étendu la licence de la station pendant 10 ans e donc jusq'en 2021.
Radiofabrik en 2012 a fondé la station de télévision FS1 et en 2015 a fondé le premier studio à l'étranger, ce studio se trouve à Bad Reichenhall, une petite ville allemande à quelques kilomètres de Salzbourg. 
Radiofabrik, en tant que radio non commerciale et libre, est donc ouverte à toute personne o tout groupe intéressé, mais surtout à ceux qui n'ont pas la chance de ne pas participer aux radios à but lucratif et publiques.

## Programmes et concept
Radio Libre et associative, Radiofabrik est ouverte à toutes les personnes intéressées, et plus particulièrement celles qui semblent être sous-représentées ailleurs (dans les radio à but lucratif, mais également dans les radio de droit public).
Ainsi, on y trouve une programmation réalisée par et pour les personnes âgées, des émissions faites par des enfants et des ados, et enfin, des émissions en plusieurs langues. Par conséquent, Radiofabrik peut être considéré comme l'émetteur offrant la plus grande diversité d'opinions à Salzbourg.
En principe, chacun peut trouver un créneau d'émission et devenir membre de l'association, après avoir suivi différents ateliers : l'un expliquant la technique au studio, l'autre concernant le droit audiovisuel. L'organisation du contenu de l'émission incombe à chacun. Cependant, il ne sera pas diffusé de propos racistes ou sexistes ; ni des propos faisant l'apologie de la violence, anti-démocratique, ou enfin, ceux faisant lieu de propagande religieuse.

## Projet associatif
L'ancrage local de Radiofabrik au centre culturel et ses relations avec les ONG de Salzbourg va de pair avec son orientation européenne, à travers la participation à des projets de l'U.E. De plus, des échanges sont effectuées au niveau d'une plate-forme Internet des radios libres en Autriche et en Allemagne.
Le travail sur la pédagogie a dernièrement gagné plus d'importance à Radiofabrik. On pourra trouver des éditions des travaux réalisés dans le cadre du projet « Interreg-IIIA EURegio Medienzentrum », auquel ont participé également Aktion Film Salzbourg ainsi que le Conseil Régional du Traunstein.

## Technique
Radiofabrik a développé du hardware et des logiciels qui sont autant d'outils pour les réalisateurs d'émissions dans toute l'Autriche, et même à l'étranger[réf. nécessaire].
En 2005, Hermann Huber a développé le programme de gestion des émissions YARM (Yet another Radio Manager), qui fut présenté dans le cadre d'Ars Electronica, et qui depuis, est utilisé par de nombreuses radios libres en Autriche.
Le producteur d'émissions, musicien et inventeur Marcus Diess a élaboré pour Radiofabrik un système de contrôle dénommé « Signal Watchdog », qui permet notamment de signaler des problèmes techniques par le biais de textos (SMS). De plus, une adaptation afin de permettre aux malvoyants de travailler avec des programmes d'édition du son est également en cours de développement.

## Partenaires
Radiofabrik est membre de l'Association des Radios Libres d'Autriche.